# Adnur, Navalgund
Adnur là một làng thuộc tehsil Navalgund, huyện Dharwad, bang Karnataka, Ấn Độ.